# Access (Unternehmen)
Access wurde 1979 in Tokio gegründet. Seit 1984 ist das Unternehmen eine Aktiengesellschaft. Access bietet eingebettete Software für Netzwerkgeräte wie Mobiltelefone, PDAs, Spielkonsolen, Smart-TVs und Set-Top-Boxen an.

## Unternehmen
Die Access CO., LTD. erntete große Anerkennung für ihren NetFront Webbrowser, welcher im November 2005 auf über 200 Millionen Geräten arbeitete. Die Engine diente auch als Basis des weltweit erfolgreichen i-mode Datendienst von NTT DoCoMo. Der Browser findet ebenso Verwendung in Sonys PSP (ab Firmware Version 2.0).
Im September 2005 übernahm Access PalmSource, den Rechteinhaber von Palm OS und BeOS, für 324 Millionen US-Dollar. Seit Oktober 2006 treten beide Firmen unter dem gemeinsamen Namen Access auf.
Im Rahmen der Entwicklung und Vermarktung der teilweise proprietären Access Linux Platform, einer auf Linux basierenden Software-Plattform für mobile Geräte, ist Access Gründungsmitglied des Linux Phone Standards Forum und ist am 1. Februar 2008 der LiMo Foundation beigetreten.